# Erengisle Petersson (Bonde)
Erengisle Petersson (Bonde), född på 1200-talet, död på 1300-talet, var väpnare hemmahörande i Värend som levde under första halvan av 1300-talet och som tillhörde adelsätten Bonde. Äldsta kända källan nämner honom 1319 och han blev väpnare sex år senare.

## Biografi
Erengisle Petersson (Bonde) var son till Peter (Bonde). Han var från 1319 till 1350 väpnare.
Sista kända källan nämner honom 30 mars 1350, då han och hustrun Bengta med sina barn avtalade om deras lika stora arvslotter. Han blev varken riddare eller riksråd, och i motsats till sin bror, riksrådet Tord Bonde, spelade han aldrig någon politisk roll.

### Egendom
Erengisle Petersson ägde Kedjenäs (Kianäs) som sätesgård i Älghults socken. Han innehade även jord i Åseda socken. 

### Familj
Erengisle Petersson gifte sig med Bengta Ragvaldsdotter (Puke), troligen dotter till riddaren Ragvald Puke och Katarina Karlsdotter (Lejonbalk). De fick tillsammans barnen väpnaren Ragvald Puke, väpnaren Peter Bonde, godsägaren Filip Bonde och Ingeborg Erengisledotter som var gift med frälsemannen Nils Uddsson i Småland.